# Su Bingtian
Su Bingtian (en chino: 苏炳添, Guzhen, 29 de agosto de 1989) es un deportista chino que compite en atletismo, especialista en las carreras de velocidad.
Participó en tres Juegos Olímpicos de Verano, entre los años 2012 y 2020, obteniendo una medalla de bronce en Tokio 2020, en la prueba de 4 × 100 m.
Ganó una medalla de plata en el Campeonato Mundial de Atletismo de 2015 y una medalla de plata en el Campeonato Mundial de Atletismo en Pista Cubierta de 2018.

## Palmarés internacional
| Juegos Olímpicos                     | Juegos Olímpicos         | Juegos Olímpicos  | Juegos Olímpicos |
| Año                                  | Lugar                    | Medalla           | Prueba           |
| ------------------------------------ | ------------------------ | ----------------- | ---------------- |
| 2020                                 | Tokio (Japón)            | Medalla de bronce | 4 × 100 m        |
| Campeonato Mundial                   |                          |                   |                  |
| Año                                  | Lugar                    | Medalla           | Prueba           |
| 2015                                 | Pekín (China)            | Medalla de plata  | 4 × 100 m        |
| Campeonato Mundial en Pista Cubierta |                          |                   |                  |
| Año                                  | Lugar                    | Medalla           | Prueba           |
| 2018                                 | Birmingham (Reino Unido) | Medalla de plata  | 60 m             |